# Osmunda japonica
Osmunda japonica är en safsaväxtart som beskrevs av Thunb. Osmunda japonica ingår i släktet Osmunda och familjen Osmundaceae. Inga underarter finns listade.

## Bildgalleri

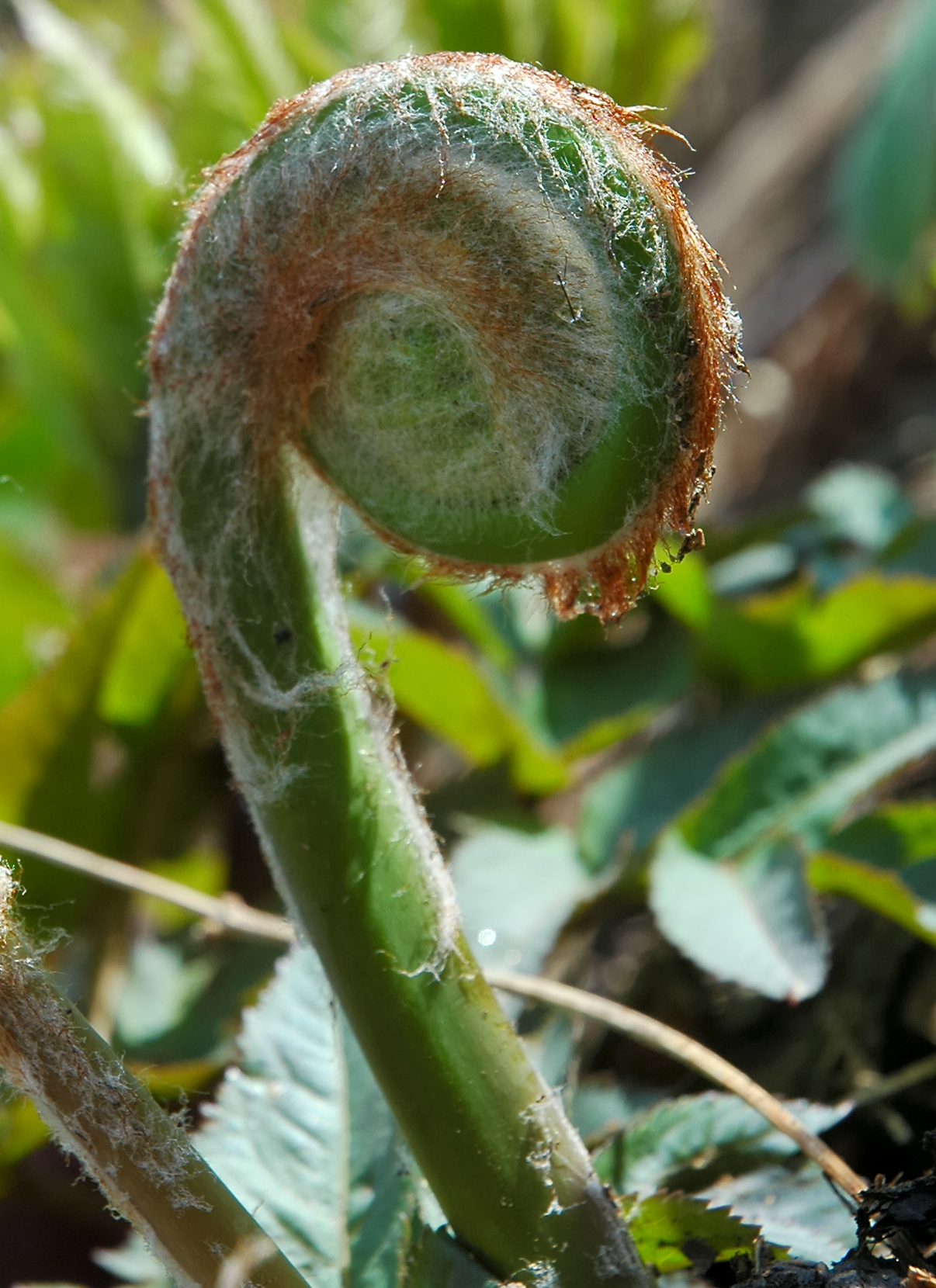